# Bill McKibben

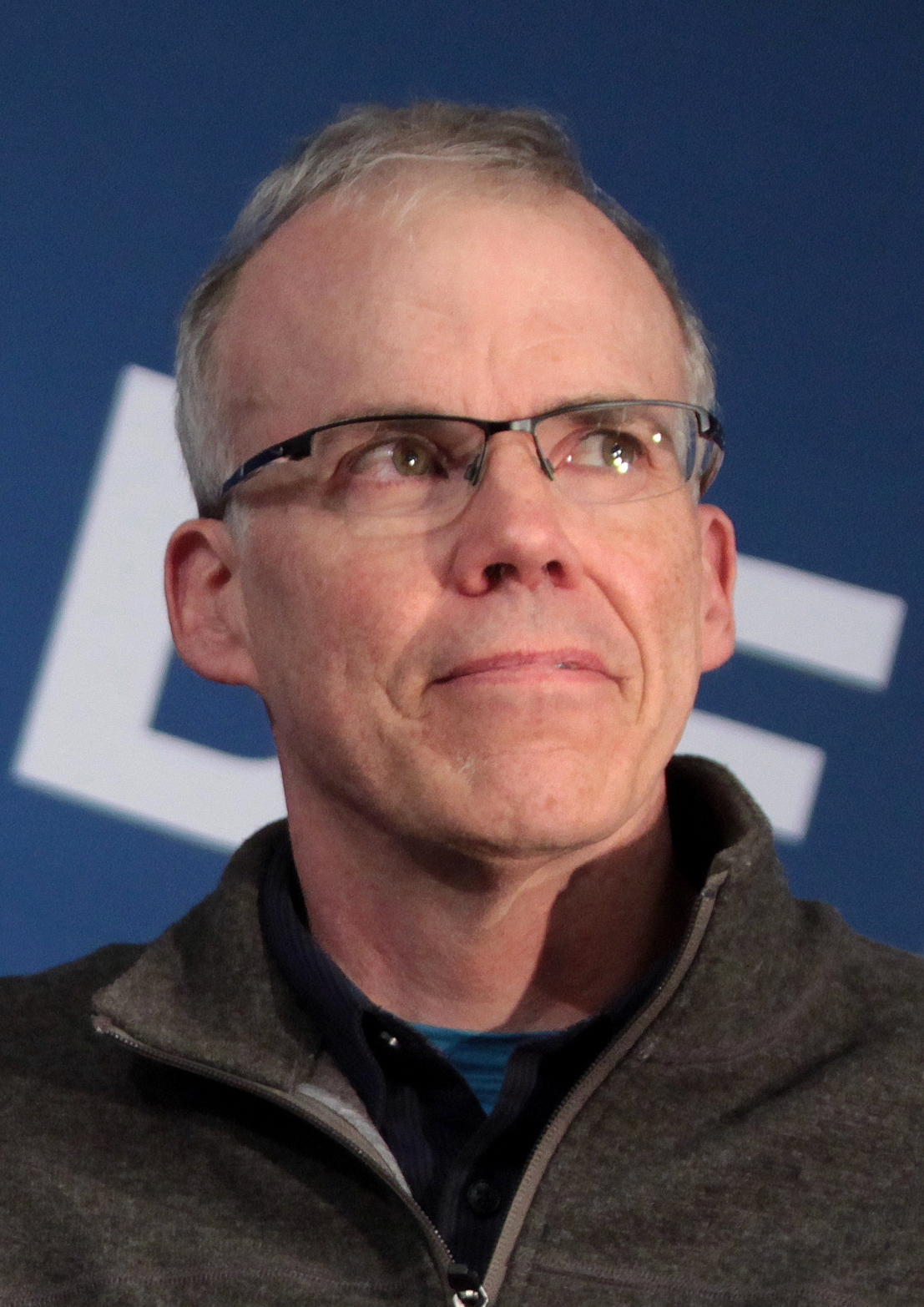
Bill McKibben, 2016

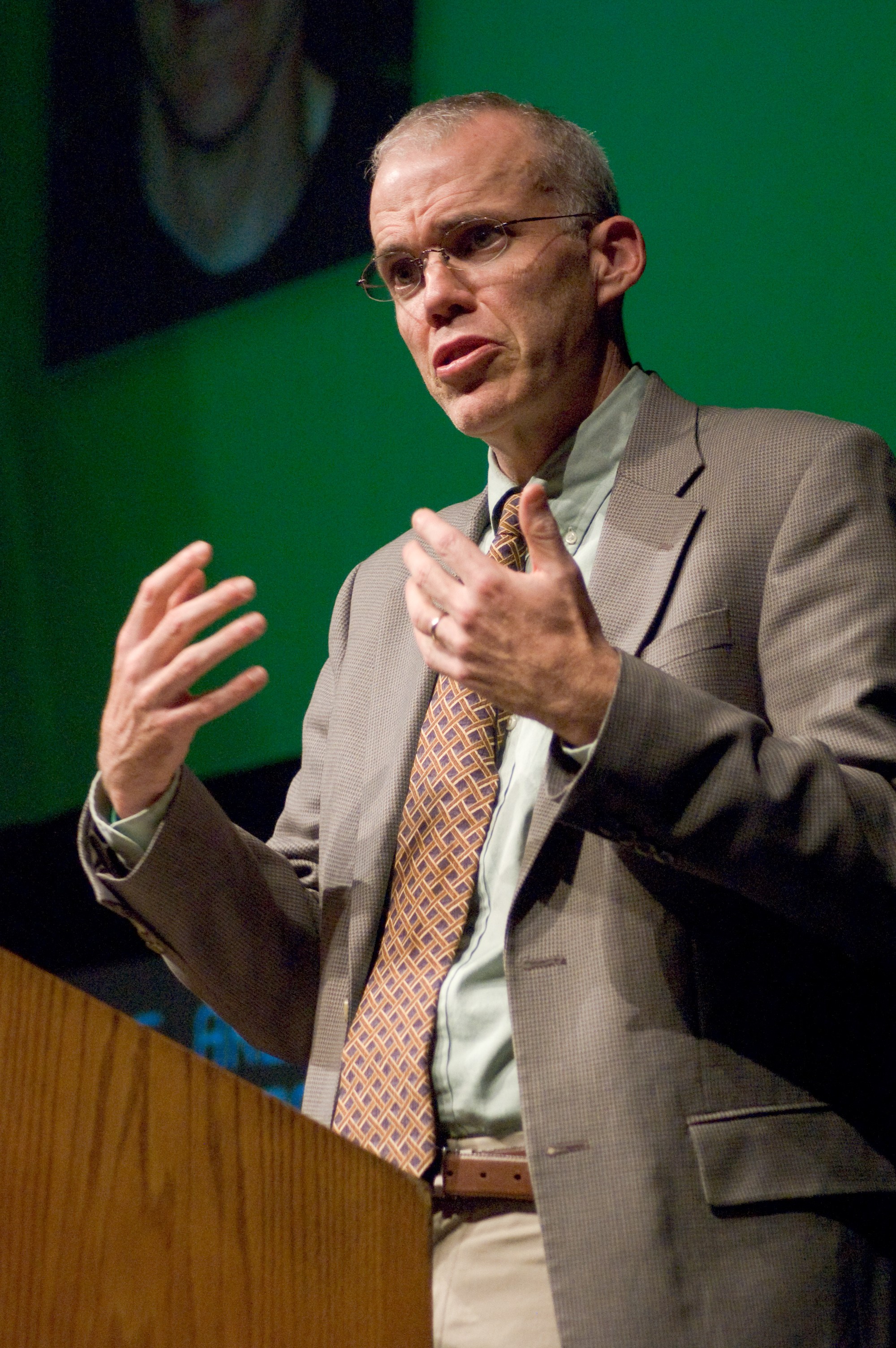
Bill McKibben, 2008

William Ernest „Bill“ McKibben (* 8. Dezember 1960 in Palo Alto, Kalifornien) ist ein US-amerikanischer Klimaaktivist und Autor.

## Leben
McKibben verfasste viele Bücher zu den Themen globale Erwärmung, Klimaschutz und erneuerbaren Energien. Des Weiteren setzt er sich für eine Lokalisierung der Ökonomie ein. Im Sommer 2006 führte er die größte Demonstration in der amerikanischen Geschichte gegen die globale Erwärmung an. 2009 stand er an der Spitze der Aktivitäten der Organisation 350.org mit 5.200 gleichzeitigen Demonstrationen in 181 Ländern, um auf das Problem der Erderwärmung aufmerksam zu machen.
Unter anderem argumentiert er, dass die fossile Energieindustrie durch das Privileg, die bei der Verbrennung von Kohle, Erdöl und Erdgas freiwerdenden Abfallprodukte wie das Treibhausgas Kohlenstoffdioxid kostenlos in der Erdatmosphäre entsorgen zu dürfen, die größte Subvention der Wirtschaftsgeschichte erhalten habe. Er ist auch Mitunterzeichner eines im Dezember 2018 veröffentlichten offenen Briefes, in dem der Politik vorgeworfen wird, sie sei bei der Thematisierung der Krise gescheitert und dazu aufgerufen wird, sich Bewegungen wie Extinction Rebellion anzuschließen und Konsumverzicht zu leisten.
Das Magazin „Foreign Policy“ führt ihn in der Liste der 100 wichtigsten weltweiten Vordenker und MSN zählt ihn zu einem der einflussreichsten Menschen des Jahres 2009.
Zurzeit lebt er mit seiner Frau Sue Halpern in Vermont.

## Veröffentlichungen
McKibben veröffentlicht Beiträge unter anderem in den Magazinen The New York Times, The Atlantic Monthly, Harper’s, Orion magazine, Mother Jones, The New York Review of Books, The Middlebury Campus, Granta, The National Geographic, Rolling Stone und Outside.
Sein erstes Buch, The End of Nature, erschien 1989 im Verlag Random House. Es gilt als eines der ersten Bücher, das einer breiten Masse das Thema globale Erwärmung näher gebracht hat. Es wurde in mehr als 20 Sprachen übersetzt. In den Vereinigten Staaten erschienen inzwischen mehrere Auflagen, darunter eine 2006 überarbeitete Version.
Sein zweites Buch, The Age of Missing Information, kam 1992 heraus. Es handelt von einem Experiment, bei dem McKibben für einen Tag jede TV-Sendung der 100 Kabelfernseh-Kanäle aufnahm, die auf Sendung waren. Anschließend verbrachte er über ein Jahr mit der Sichtung von mehr als 2.400 Stunden Videoaufzeichnungen und verglich sie mit dem Verbringen eines Tages in den Bergen in der Nähe seines Hauses. Das Buch wird häufig im Schulunterricht behandelt und wurde 2006 neu aufgelegt.
Weitere Bücher:
- Hope, Human and Wild, über Curitiba (Brasilien) und Kerala (Indien). Hier berichtet er über Städte, in denen Menschen mit einem geringeren ökologischen Fußabdruck leben;
- The Comforting Whirlwind: God, Job, and the Scale of Creation handelt vom alttestamentlichen, biblischen Buch Ijob und der Umwelt;
- Maybe One: A Personal and Environmental Argument for Single Child Families hat das Bevölkerungswachstum zum Inhalt; ISBN 0-684-85281-0.
- Long Distance: A Year of Living Strenuously über ein Jahr Training auf Elite-Level;
- Enough über die nach seiner Ansicht existenziellen Bedrohungen durch Gentechnik und Nanotechnologie;
- Wandering Home handelt über einen langen Wandertrip von seinem jetzigen Wohnort in Vermont nach Adirondacks.
- Deep Economy: the Wealth of Communities and the Durable Future, erschienen im März 2007, war ein nationaler Bestseller. Es behandelt die aus der Sicht des Autors nachteiligen Aspekte des wachstumsbasierten Wirtschaftsmodells und spricht sich für einen Übergang in eine zunehmend dezentralisiert („lokalisierte“) Wirtschaft aus.
- Im Herbst 2007 veröffentlicht er mit anderen Mitgliedern des „Step it up Teams“ Fight Global Warming Now, ein Handbuch für Aktivisten, die lokale Aktivitäten planen.
- 2008 erschien The Bill McKibben Reader: Pieces from an Active Life, eine Sammlung von Essays, die sein Werk umschreiben.
- Ebenfalls 2008 erschien American Earth, eine Sammlung amerikanischer umweltwissenschaftlicher Veröffentlichungen seit Henry David Thoreau, welches McKibben editierte.

## Auszeichnungen
- Lyndhurst Fellowship
- 1993: Guggenheim Fellowship
- 2000: Lannan Literaturpreis für Sachbücher
- 2011: Mitglied der American Academy of Arts and Sciences
- 2013: Thomas Merton Award
- 2014: Right Livelihood Award (Alternativer Nobelpreis)[8]

Ehrentitel:
- Sterling College (Sterling, Vermont)
- Green Mountain College
- Unity College (Maine)
- State University of New York
- Colgate University
- Lebanon Valley College

## Kampagnen
- „Step It Up 2007“ ist eine im Januar 2007 von McKibben gegründete US-weite Grassroot-Kampagne (von der Basis aus organisiert), die sich dafür einsetzt, dass der US-Kongress gegen die fortschreitende Erderwärmung aktiv wird. Im Spätsommer 2006 führte er zusammen mit anderen einen 5-Tagesmarsch durch Vermont durch, um seiner Forderung, etwas gegen die globale Erwärmung zu tun, Nachdruck zu verleihen. Zeitungen berichteten von dieser Aktion als eine der größten Demonstrationen gegen den Klimawandel.  Mit Hilfe von „Step It Up 2007“ wurden am 14. April 2007 Kundgebungen in hunderten amerikanischen Städten und Dörfer organisiert, um eine 80%ige Verringerung des CO2-Ausstoßes bis 2050 zu fordern. Die Kampagne gewann sehr schnell eine breite Unterstützung von Umwelt- und Studentengruppen sowie von religiösen Vereinigungen. Im August 2007 verkündete McKibben „Step It Up 2“, welches am 3. November 2007 stattfand. Zusätzlich zu dem 80 %-Reduktionsziel bis 2050 wurde eine 10%ige Reduktion der Emissionen in drei Jahren verlangt (Hit the Ground Running), ein Moratorium gegen neue Kohlekraftwerke und ein Green Jobs Corps, das private und gewerbliche Gebäude ausstattet, so dass die gesetzten Ziele erreicht werden können.[9]
- Das gleiche Kernteam rief im März 2008 „350.org“ ins Leben mit dem Ziel einer globalen Bewegung, deren Namen sich aus der geforderten maximalen CO2-Konzentration der Erdatmosphäre von 350 ppm herleitet. Dieser Zahlenwert geht auf den Klimaforscher James E. Hansen zurück, der eine atmosphärische CO2-Konzentration von mehr als 350 ppm (parts per million) als unsicher einstufte, wenn es das Ziel sei, die Erde so zu erhalten, wie sie während der Entwicklungsgeschichte der Menschheit ausgesehen hat. Im Abstrakt seiner Publikation stellte er fest: If humanity wishes to preserve a planet similar to that on which civilization developed and to which life on Earth is adapted, paleoclimate evidence and ongoing climate change suggest that CO2 will need to be reduced from its current 385 ppm to at most 350 ppm, but likely less than that.[10] 350.org betreibt Büros in Nordamerika, Europa, Asien, Afrika und Südamerika. Ziel war, auch im Vorfeld der Weltklimakonferenz 2009 in Kopenhagen die Zahl 350 als Ziel zu manifestieren.[11] Am 24. Oktober 2009 koordinierte 350.org mehr als 5.200 Demonstrationen in 181 Ländern. Unter kreativer Nutzung moderner Internetapplikationen wurde sowohl die Organisation des Tages durchgeführt als auch deren Erfolg dokumentiert. Dies war eines der stärksten Beispiele für die Verwendung sozialer Netzwerke.[12] Zudem unterstützte 350.org die Kampagne 10:10, die eine Reduktion des CO2-Ausstoßes um 10 % bis 2010 erreichen wollte.

## Schriften

### Bücher
- The End of Nature. 1989, ISBN 0-385-41604-0.
- Das Ende der Natur. 1990, List, München, ISBN 978-3-471-78182-1.
- The Age of Missing Information. 1992, ISBN 0-394-58933-5.
- Hope, Human and Wild: True Stories of Living Lightly on the Earth. 1995, ISBN 0-316-56064-2.
- Maybe One: A Personal and Environmental Argument for Single Child Families. 1998, ISBN 0-684-85281-0.
- Hundred Dollar Holiday, 1998, ISBN 0-684-85595-X.
- Long Distance: Testing the Limits of Body and Spirit in a Year of Living Strenuously. 2001, ISBN 0-452-28270-5.
- Enough: Staying Human in an Engineered Age. 2003, ISBN 0-8050-7096-6.
- Wandering Home. 2005, ISBN 0-609-61073-2.
- The Comforting Whirlwind: God, Job, and the Scale of Creation. 2005, ISBN 1-56101-234-3.
- Deep Economy: The Wealth of Communities and the Durable Future. 2007, ISBN 0-8050-7626-3.
  - Review: Tim Flannery: We're Living on Corn! In: The New York Review of Books. 54/11, 28. Juni 2007, S. 26–28.
- Fight Global Warming Now: The Handbook for Taking Action in Your Community. 2007.
- The Bill McKibben Reader: Pieces from an Active Life. 2008, ISBN 978-0-8050-7627-1.
- (Hrsg.): American Earth: Environmental Writing Since Thoreau. 2008.
- Eaarth: Making a Life on a Tough New Planet. 2010.
- Michael P. Nelson, Kathleen Dean Moore (Hrsg.): Moral Ground: Ethical Action for a Planet in Peril. Trinity University Press, 2010, ISBN 978-1-59534-066-5.
- Falter: Has the Human Game Begun to Play Itself Out?, Wildfire 2019. ISBN 978-1-47226-650-7.
- Die taumelnde Welt. Wofür wir im 21. Jahrhundert kämpfen müssen. Blessing Verlag 2019, ISBN 978-3-89667-652-8
- The Flag, the Cross, and the Station Wagon: A Graying American Looks Back at His Suburban Boyhood and Wonders What the Hell Happened. St. Martin’s Press, New York 2022, ISBN 978-1-250-82360-1.

### Artikel
- Time for Some Angry Work 06-24-2010 Sojourners
- Why Not Frack? (March, April, & May 2012) The New York Review of Books
- (2011)
- (2007)